# نمای پارالاکس
نمای پارالاکس (به انگلیسی: The Parallax View) فیلمی محصول سال ۱۹۷۴ و به کارگردانی آلن جی پاکولا است. در این فیلم بازیگرانی همچون وارن بیتی، هیوم کرونین، ویلیام دنیلز، پائولا پرنتیس، کنت مارس، جیم دیویس، بیل مک‌کینی، آنتونی زربی، ویلیام جردن، ارل هیندمن، کریگ تی. نلسن، فورد راینی و ریچارد بول ایفای نقش کرده‌اند.